# Liściowiec cynamonowy
Liściowiec cynamonowy (Syndactyla dimidiata) – gatunek małego ptaka z rodziny garncarzowatych (Furnariidae). Występuje w Paragwaju i Brazylii. Niezagrożony wyginięciem.

## Taksonomia
Gatunek opisał po raz pierwszy August von Pelzeln. Informacje o wyglądzie, wymiarach i zasięgu tego ptaka ukazały się w Sitzungsberichte der Kaiserliche Akademie der Wissenschaften in Wien w 1859. Pelzeln przydzielił mu nazwę Anabates dimitiatus. W późniejszych klasyfikacjach przydzielano liściowca cynamonowego do rodzaju Philydor; South American Classification Commitee zniósł tę nazwę i przemieścił gatunek do Syndactyla. Czynnikiem zaważającym na decyzji był głos – podobnie ostre i nosowe zawołania, jękliwie rozpoczynająca się pieśń oraz niejednakowy odstęp między jej powtórzeniami, także wykonywanymi przez jednego osobnika.
Międzynarodowy Komitet Ornitologiczny (IOC) uznaje obecnie S. dimidiata za gatunek monotypowy, ale część systematyków (w tym autorzy Handbook of the Birds of the World) wyodrębnia dwa podgatunki:
- S. d. dimidiata (Pelzeln, 1859) – południowo-zachodnia Brazylia (południowy stan Mato Grosso)
- S. d. baeri (Hellmayr, 1911) – północno-wschodni Paragwaj (Concepción) i południowo-zachodnia Brazylia (Goiás, Minas Gerais)

Takson opisany jako S. mirandae, mający zamieszkiwać Goiás (Brazylia), został zsynonimizowany z S. dimidiata; wcześniej uznawano go za podgatunek liściowca białogardłego (S. rufosuperciliata), najprawdopodobniej jest tożsamy z S. d. baeri.

## Morfologia
Długość ciała wynosi około 17 cm, z czego blisko 22 mm przypada na dziób (mierzony od kącika; długość od nozdrzy 13 mm; w oryginale w liniach), a 7,5 cm na ogon. Skrzydło mierzy w przybliżeniu 7,5 cm. W upierzeniu przeważa barwa ruda. Dziób stosunkowo długi, prosty, dolna szczęka lekko skierowana ku górze. U przedstawicieli S. d. dimidiata pozornie ubarwienie jedynie pomarańczoworude, ciemniejsze w bocznych partiach upierzenia szyi, na brwi i pokrywach usznych. Wierzch głowy i ciała przybierają odcień cynamonowy na brązowawym tle. Pióra większości powierzchni skrzydła ciemne, rudobrązowe, jaśniejsze na zewnętrznych krawędziach lotek I rzędu (przy złożonym skrzydle widoczny szeroki pasek skrzydłowy). Ogon cechuje nieznaczne stopniowane; na końcach sterówek ich rudokasztanowy kolor traci na intensywności. Po bokach tułowia nieco oliwkowa tonacja. Tęczówka brązowa. Górna szczęka ciemnobrązowa, dolna o barwie rogu z różowawą nasadą. Nie występuje dymorfizm płciowy. U przedstawicieli baeri grzbiet i skrzydła bardziej oliwkowobrązowe, od spodu pióra w odcieniu ochry. Osobniki młodociane wyróżniają krótszy dziób, białawe gardło pokryte brązowymi plamkami, brązowe pasy na piersi oraz węższe i bardziej szpiczaste sterówki.

## Ekologia i zachowanie
Środowiskiem życia S. dimidiata są lasy galeriowe oraz nizinne lasy wiecznie zielone na wysokości 100–1200 m n.p.m.
Słabo poznany gatunek. Liściowiec cynamonowy był zwykle stwierdzany, gdy przebywał parami lub w stadach wielogatunkowych. Żeruje wzdłuż konarów i pośród epifitów, prawdopodobnie zjada stawonogi. Pieśń to krótki, miękki terkot, po którym następuje seria ostrych, metalicznych dźwięków czek. Głos kontaktowy stanowi głośne, nosowe czeh, pojedyncze lub powtórzone.
Brak informacji o lęgach.

## Status i zagrożenia
Przez IUCN od 2000 gatunek klasyfikowany jest jako najmniejszej troski (LC, Least Concern); wcześniej, od 1988 uznawany za bliski zagrożenia (NT, Near Threatened). Liczebność populacji nie została oszacowana, ale ptak ten opisywany jest jako rzadki. Trend liczebności populacji uznawany jest za spadkowy. Prawdopodobnie zagraża mu wylesianie w celu pozyskania gruntów pod tereny rolnicze. Liściowiec cynamonowy występuje na 10 obszarach uznanych za ostoje ptaków IBA; należą do nich Park Narodowy Brasília i Park Narodowy Emas.